# 公立八女総合病院
公立八女総合病院（こうりつやめそうごうびょういん）は、福岡県八女市に所在する医療機関。八女市、広川町の1市1町で設立した公立八女総合病院企業団が運営する公立病院。

## 診療科
- 消化器内科
- 内分泌・代謝内科
- 血液・腫瘍内科
- 膠原病内科
- 呼吸器内科
- 心臓・血管内科
- 腎臓内科
- 神経内科
- 小児科
- 外科
- 脳神経外科
- 整形外科
- 産婦人科
- 皮膚科
- 泌尿器科
- 耳鼻咽喉科
- 眼科
- 精神科
- 総合診療科
- 歯科口腔外科
- 麻酔科
- 放射線診断科
- 放射線治療科
- 病理診断科

## 沿革
- 1949年（昭和24年）2月 - 八女民生委員連盟が一般病床12床、伝染病床8床で開設する[4]。
- 1960年（昭和35年）4月 - 八女民生病院組合立病院に改称する[4]。
- 1964年（昭和39年）12月 - 救急指定病院の告示を受ける[4]。
- 1972年（昭和47年）1月 - 八女公立病院に改称する[4]。
- 1994年（平成6年）4月 - 公立八女総合病院に改称する[4]。
- 2006年（平成18年）4月 - 地方公営企業法の全部が適用される[4]。

## 機関指定等
【出典】
| 保険医療機関                 | 救急告示病院                           |
| 国民健康保険療養取扱機関     | 労災保険指定病院                       |
| 結核指定医療機関             | 生活保護指定医療機関                   |
| 指定自立支援医療機関         | 指定療養医療機関                       |
| 母体保護法指定医療機関       | 原子爆弾被災者一般疾病医療取扱医療機関 |
| 身体障害者福祉法指定医療機関 | 肝疾患専門医療機関                     |
| 休日夜間救急輪番制病院       | 地域がん診療連携拠点病院               |
| 地域医療支援病院             |                                        |